# Nicephorus floridensis
Nicephorus floridensis är en tvåvingeart som beskrevs av Henry J. Reinhard 1944. Nicephorus floridensis ingår som enda art i släktet Nicephorus och familjen parasitflugor. Inga underarter finns listade i Catalogue of Life.